# Ivö (manzana)
Ivö es una variedad cultivar de manzano (Malus domestica). 
Un híbrido variedad de manzana originaria de Washington Estados Unidos, que se cree procede de plántula de semilla de la variedad 'Monroe'. Un fruticultor sueco que regresaba de Ivö a Estados Unidos trajo a casa a Oskar Karlsson con la variedad de manzana en 1936. Las frutas tienen pulpa de textura firme y gruesa con un sabor dulce y aromático. Tolera la zona de rusticidad delimitada por el departamento USDA, de nivel 1 a 2.

## Sinonimia
- "Ivo".

## Historia
'Ivö' es una variedad de manzana originaria de Washington, EE. UU., que se cree procedente de plántula de semilla de la variedad 'Monroe'. Un fruticultor sueco que regresaba de Ivö a Estados Unidos trajo a casa de Oskar Karlsson la variedad de manzana en 1936.
La variedad comenzó a venderse en Suecia en 1952 por el vivero "Herman Hanssons Plantskola". Está incluida en la relación de manzanas cultivadas en Suecia en el libro "Äpplen i Sverige : 240 äppelsorter i text och bild.
"-(Manzanas en Suecia: 240 variedades de manzanas en texto e imagen).
'Ivö' se cultiva en la National Fruit Collection con el número de accesión: 1952 - 194 y nombre de accesión: Ivo.

## Características
'Ivö' árbol de extensión erguida, de vigor moderadamente vigoroso, portador de espuela. Tiene un tiempo de floración que comienza a partir del 10 de mayo con el 10% de floración, para el 16 de mayo tiene una floración completa (80%), y para el 23 de mayo tiene un 90% caída de pétalos.
'Ivö' tiene una talla de fruto grande; forma oblonga, con el perfil irregular, con los lado a veces angulares; con nervaduras medias; epidermis con color de fondo es verde amarillo, con un sobre color anaranjado, importancia del sobre color medio-alto, y patrón del sobre color de finas rayas, ruginoso-"russeting" (pardeamiento áspero superficial que presentan algunas variedades) muy bajo; la piel tiende a ser lisa se vuelve grasienta en la madurez con lenticelas de color rojizo; cáliz es de tamaño mediano y cerrado, asentado en una cubeta de profundidad media, anchura media y ondulada; pedúnculo es de medio a corto y medio robusto, colocado en una cuenca algo profunda y anchura media, con las paredes con ruginoso-"russeting"; carne es de color crema, de textura firme y gruesa con un sabor dulce y aromático. La pulpa tiende a dorarse rápidamente cuando se corta.
Su tiempo de recogida de cosecha se inicia a mediados de octubre. Se mantiene bien durante cinco meses en cámara frigorífica.

## Usos
Una buena manzana de uso de postre fresca en mesa.